# Laelida
Laelida is een kevergeslacht uit de familie van de boktorren (Cerambycidae). De wetenschappelijke naam van het geslacht werd voor het eerst geldig gepubliceerd in 1866 door Pascoe.

## Soorten
Laelida omvat de volgende soorten:
- Laelida alboochracea Hüdepohl, 1998
- Laelida antennata Pascoe, 1866